# Фокіда
Фокіда (грец. Φωκίδα) — ном в Греції, в периферії Центральна Греція. Столиця — Амфісса.
Свою назву область отримала за іменем міфічного Фока.

## Муніципалітети
Ном поділяється на 12 муніципалітетів
| Муніципалітет | YPES код | Місцева влада (якщо відрізняється) | Поштовий код |
| ------------- | -------- | ---------------------------------- | ------------ |
| Амфіса        | 5101     |                                    | 331 00       |
| Дельфи        | 5105     |                                    | 330 54       |
| Десфіна       | 5106     |                                    | 330 50       |
| Ефпаліо       | 5107     |                                    | 330 56       |
| Галксіді      | 5103     |                                    | 330 52       |
| Гравія        | 5104     |                                    | 330 57       |
| Ітеа          | 5108     |                                    | 332 00       |
| Калліес       | 5109     | Мавролітарі                        | 330 63       |
| Лідорікі      | 5110     |                                    | 330 53       |
| Парнас        | 5111     | Полідросос                         | 330 51       |
| Толофона      | 5112     | Ератіні                            | 330 58       |
| Вардусія      | 5102     | Крокіліо                           | 330 61       |

## Давньогрецькі міста
| - Аби - Антикіра - Давліда - Дельфи - Крісса | - Лілея - Панопей - Тифорея - Трахін - Елатея |

## Історія
Ця область за часів Стародавньої Греції була знана святилищем Аполлона у Дельфах, задля захисту якого було утворено колегію амфіктіонів. Фокіда була аграрною областю, не відігравала суттєвої ролі в економіці чи торгівлі, а також не мала політичного впливу. Це тривало до часів Греко-перських воєн. У 480 році до н. е. фокідці вступили до лав антиперської коаліції, втім не надали спартанському цареві Леоніду значної допомоги.
Надалі фокідці використовували суперечності між Афінами та Спартою задля збереження власної незалежності. Втім під час Пелопонеської війни Фокіда підпала під вплив Спарти. Згодом тут контроль отримали Фіви. Під час Коринфської війни спроба при підтримці Спарта скинути залежність від Фів виявилася невдалою.
Зрештою спроби Фокіди здобути незалежність призвело у 356 році до н. е. до засудження їх колегією амфіктіонів, де значну роль відігравали Фіви. Це призвело до встановлення тиранії у Фокіді, де талановиті стратеги Філомел та Ономарх, здобули незалежність, а також отримали значний вплив у Середній та Північній Греції. Втім зрештою за тиранів Фаїла та Фаліка зазнали поразки.
Втім у 339 році до н. е. фокідці відновили незалежність, а у 338 році до н. е. брали участь у битві при Херонії проти Філіппа II, царя Македонії. Після поразки греків тривалий час залишалися під владою македонців. Втім вже у 323 році до н. е. виступили проти македонського намісника Антипатра. У 279 році до н. е. були у складі об'єднаних сил, що воювали проти галлів біля Фермопіл. За це були відновлені у складі колегії амфіктіонів.
Згодом спочатку Фокіда опинилася під владою Македонії, потім Етолійського союзу, а з 196 року до н. е. Римської республіки. У 146 році до н.е. Фокідський союз було ліквідовано. Під час Першої Мітридатової війни дельви було пограбовано римлянами.
Остання згадка про Фокідський союз приходиться на період правління імператора Траяна. Надалі Фокіда була частиною провінції Ахайя, діоцезу Македонія. З кризою Римської імперії території Фокіди зазнала численних нападів готів, слов'ян. Була зачстиною Византійської імперії, Першого Болгарського царства, афінського герцогства. Епірського деспотату, Сербського королівства, османської імперії. Після отримання Грецією незалежность у 1820-х роках увійшла до її складу.